# Tahtacı

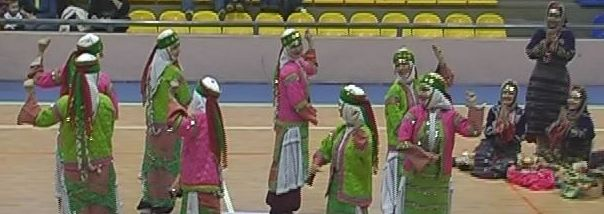
Tachtadschi-Folklore aus Kazdağ, Balıkesir

Die Tahtacı (auf dt. Tachtadschi oder Tachtadschy) sind in der Türkei lebende türkischsprachige alevitische Turkmenen, die von oghus-türkischen Stämmen abstammen.

## Beschreibung
Die Tahtacı sind ursprünglich ein endogames, nicht-sesshaft in Jurten und isoliert lebendes, alevitisches Gebirgsvolk, das nach seiner seit Jahrhunderten ausgeübten Beschäftigung als Wald- oder Holzarbeiter benannt ist.

## Abgrenzung zu den Yörük
Für die Behauptung der englischsprachigen Online-Enzyklopädie Wikipedia, dass es sich bei den Tahtacı um eine Seitenlinie der Yörük handelt, findet sich wenig Unterstützung in der relevanten Fachliteratur. Schon Theodore Bent unterschied die nach seinen Angaben von den Türken pauschal Yörük genannten „Nomaden“ der anatolischen Südküste und des Taurusgebirges betont scharf in zwei getrennte „Rassen“ (wörtl. „distinct races“), die waldbewohnenden „Takhtagee Yourouks“ (Tahtacı im engeren Sinne) und die Viehweidewirtschaft treibenden „Pastoral Yourouks“ (Yörük im engeren Sinne), deren Ursprünge er als gleich weit voneinander stehend wie die von Bulgaren und Griechen der Balkanhalbinsel bezeichnete. Wenn er dennoch Ausdrücke wie „the other branch of Yourouks“ verwendete, um Tahtacı und Yörük voneinander zu scheiden, so folgte er hierin wohl dem von ihm als türkisch gewähnten Sprachgebrauch. Felix von Luschan kam nach der Untersuchung der physischen Merkmale der Tahtacı zu dem Schluss, dass sie vermutlich Nachkommen der vorgriechischen Bevölkerung Kleinasiens, welche mit den Armeniern übereinstimme, seien. Als wichtiges Merkmal sah er dabei die durch eigene Messung ermittelten Schädelindizes von 13 lebenden und 2 verstorbenen männlichen Tahtacı an, die er als erstaunlich homogen bezeichnete und in Beziehung setzte mit den archäologischen ultra-brachycephalen und eminent hypsicephalen Befunden vorgriechischer Zeit, die für einen großen Teil Kleinasiens kennzeichnend sind. Jean-Paul Roux war im Gegensatz zu früheren Gelehrten – Geographen wie Anthropologen – von einer Verbindung der Tahtacı zu vorislamischen mittelasiatischen Turkvölkern ausgegangen. Aufgrund von kulturhistorischen Aspekten – Sitten, Bräuchen und Überlieferungen der Tahtacı – hält auch Krisztina Kehl die Abstammung der Tahtacı von einer frühen anatolischen Bevölkerung für „unhaltbar“. Kehl stützt sich dabei vorrangig auf die Untersuchungen des alevitischen Autors Yörüken, der die mündlichen Überlieferungen der Tahtacı über ihre Herkunft, Wanderungen und Zusammensetzung sammelte, wonach die Tahtacı vor über dreihundert Jahren aus Bagdad über die Çukurova nach Anatolien eingewandert sein sollen. Doch betont Kehl auch, dass zu Ursprung und Geschichte der Tahtacı keine gesicherten Erkenntnisse bestehen, dass die mündlichen Überlieferungen auch im Dienste der Legitimation von hegemonialer Stellung einzelner Familien gefärbt sein können und dass die Kriterien der Selbstidentifikation dieser Gruppe nicht ausreichend geklärt sind. Nach Reinhard bezeichnen sich die Tahtacı nicht als turkmenisch, seien aber als Türken zu betrachten. Andrews dagegen gibt an, die Tahtacı sähen sich selbst als Turkmenen an, wobei sich die alevitischen Holzfäller in einigen Gegenden (z. B. in der Provinz Balıkesir) eher als Çetmi (für Çepni) denn als Tahtacı bezeichnen.

## Siedlungsgebiete

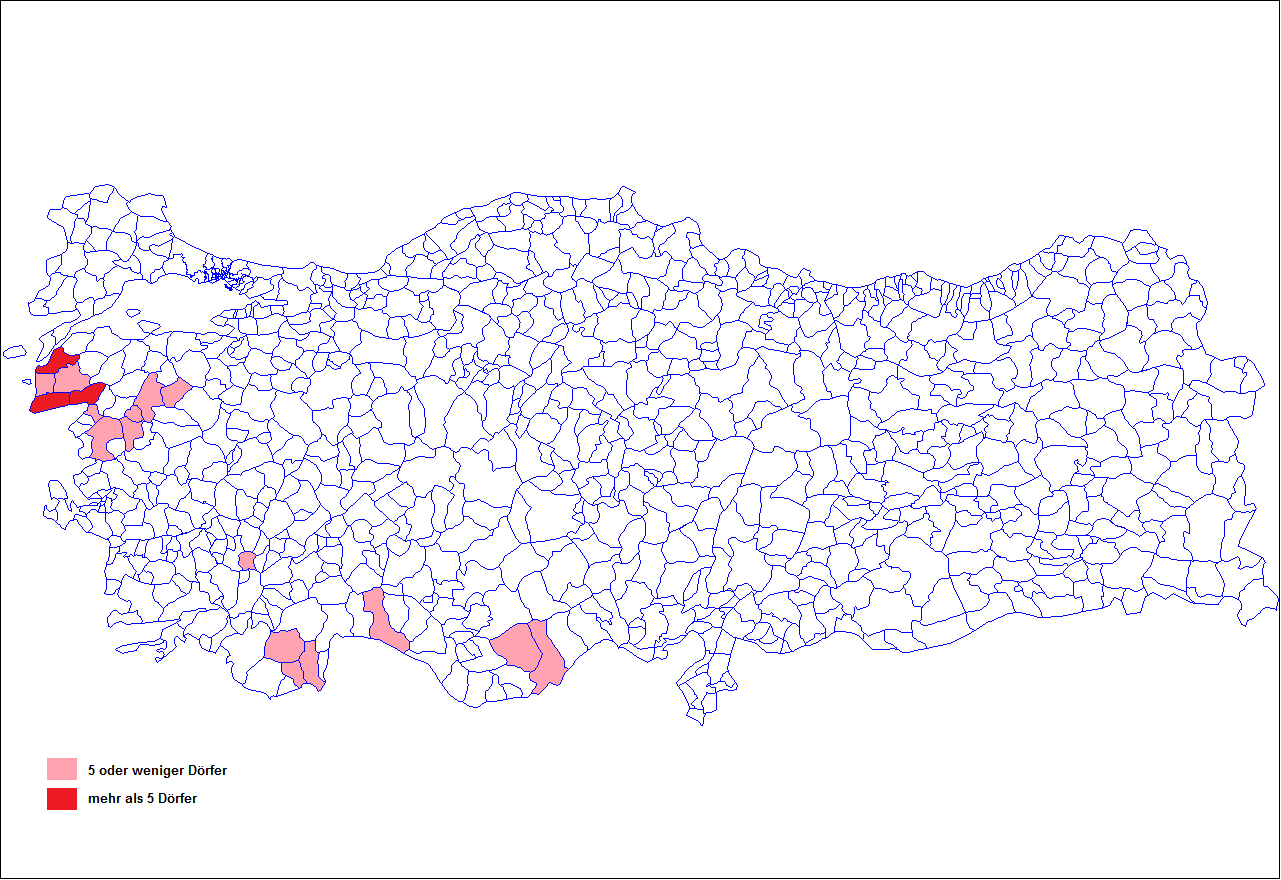
Siedlungsgebiete der Tahtacı

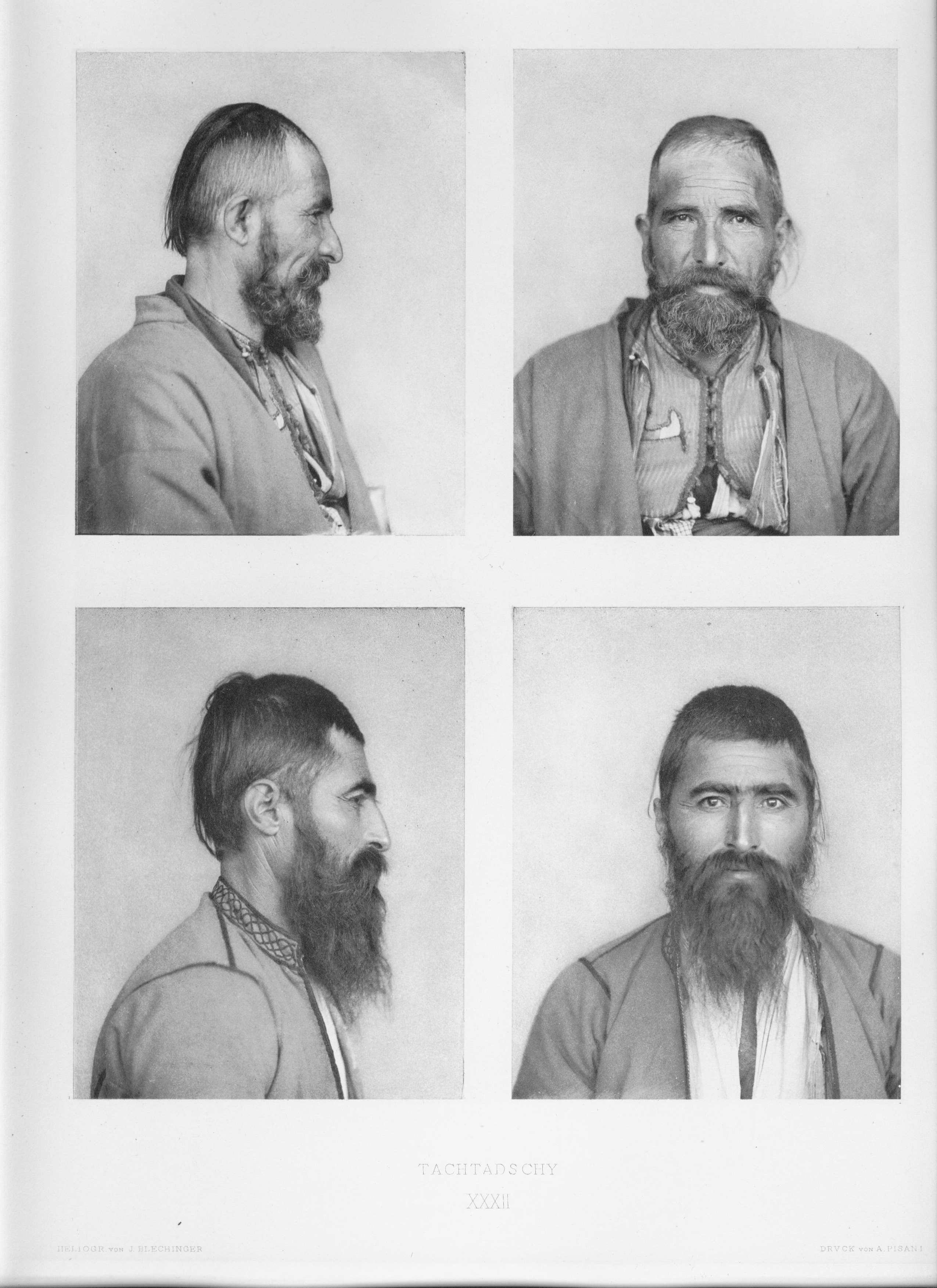
Illustration von Tachtadschy in „Reisen in Lykien, Milyas und Kibyratis“

Sie leben hauptsächlich in den Provinzen Balıkesir und Çanakkale. Daneben leben sie auch noch in weiteren Provinzen der Türkei. Zum überwiegenden Teil befinden sich ihre Siedlungsgebiete an der Ägäis- und Mittelmeerküste. Sie leben in den folgenden Dörfern:
Dörfer in der Provinz Antalya:
- Elmalı: Akçainiş
- Finike: Alacadağ, Arifköy, Gökbük
- Kumluca: Beşikçi, Hızırkahya, Toptaş
- Manavgat: Dolbazlar, Sağırin

Dörfer in der Provinz Balıkesir:
- Balıkesir: Türkali
- Burhaniye: Pelitköy, Tahtacı, Taşçılar
- Edremit: Arıtaşı, Çamcı, Doyran, Hacıhasanlar, Kavlaklar, Kızılçukur, Mehmetalan, Poyratlı, Tahtakuşlar, Yassıçalı
- Kepsut: Mehmetler
- Savaştepe: Kongurca

Dörfer in der Provinz Çanakkale:
- Çanakkale: Akçeşme, Aykınoba, Çiftlikdere, Damyeri, Daşbaşı, Değirmendere, Denizgöründü, Elmacık, Gürecik, Kayadere, Kemerdere, Yenimahalle
- Ayvacık: Bahçedere, Çakalini, Çiftlik, Durdağı, Güzelköy, Kokulutaş, Kıztaşı, Uzunalan
- Bayramiç: Güven, Karıncalı
- Ezine: Derbentbaşı, Eğridere, Koşuburun

Dörfer in der Provinz Denizli:
- Honaz: Dereçiftlik, Güzelköy

Dörfer in der Provinz İzmir:
- Bergama: Demircidere, Gültepe, Kapıkaya, Yerlitahtacı

Dörfer in der Provinz Manisa:
- Soma: Kozluören

Dörfer in der Provinz Mersin:
- Mut: Kayabaşı, Köprübaşı, Kumaçukuru, Yeşilyurt
- Silifke: Kırtıl
- Tarsus:  Catalan
- Mezitli:  Kuzucubelen